# Nusser & Baumgart
Nusser & Baumgart ist eine Kunstgalerie für zeitgenössische Kunst in München, die 2003 von  Gregor Nusser und Susanne Baumgart gegründet wurde.

## Geschichte
Nusser & Baumgart wurde 2003 von Gregor Nusser und Susanne Baumgart gegründet. Die Galerie konzentriert sich auf internationale zeitgenössische Kunst und ist sowohl etablierten als auch viel versprechenden jungen künstlerischen Positionen verpflichtet, die sich mit relevanten Fragestellungen und Themen auf dem Gebiet der Malerei, Zeichnung, Photographie, Video und Installation auseinandersetzen.
2009 waren Nusser & Baumgart Contemporary in München lediglich durch ein Interimsbüro vertreten und hatten als Gast kurzzeitig Galerieräume in der Spinnerei in Leipzig. 2010 zogen sie in die Räume einer früheren Schlosserei in der Steinheilstraße im Kunstareal in der Maxvorstadt. Diese Galerieräume wurden 2015 aufgegeben. Stand 2020 ist Nusser & Baumgart mit Sitz in Herrsching am Ammersee mit der Rechtsform Kommanditgesellschaft im Handelsregister eingetragen.

## Künstler
Yehuda Altmann, Faivovich & Goldberg, Martin Fengel, Tom Früchtl, Haubitz + Zoche, Daniel Man, Herbert Nauderer, Peter Schlör, Thomas Weinberger, Michael Wesely, Winter/Hörbelt.

## Kunstmessen
Nusser & Baumgart ist seit 2003 bei großen internationalen Kunstmessen wie ARCO Madrid, Volta Basel, VoltaNY, PARIS PHOTO, FEMACO Mexico, Art Basel Miami Beach, Next Chicago etc. vertreten.